# Марк Метилий (трибун 220 пр.н.е.)
Марк Метилий (на латински: Marcus Metilius) е политик на Римската република през 3 век пр.н.е. Произлиза от плебейската фамилия Метилии от Алба Лонга.
През 220 пр.н.е. той е народен трибун. Консули са Марк Валерий Левин, Квинт Лутаций Катул, Квинт Муций Сцевола и Луций Ветурий Филон.